# Tepeyollotl

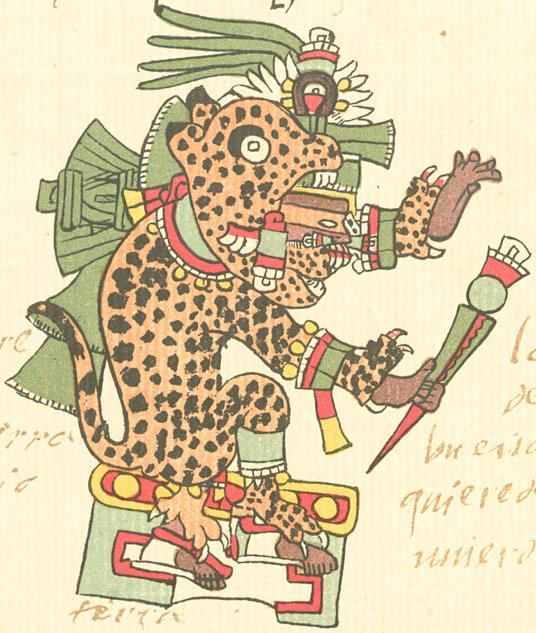
Tepeyollotl in de Codex Telleriano-Remensis.

Tepeyollotl ("Hart van de bergen"; of Tepeyollotli) was in de Azteekse mythologie de god van aardbevingen, echo en jaguars.
Hij is, als een van de Heren van de Nacht, ook de god van het "Achtste Uur van de Nacht" en wordt afgebeeld als een jaguar die naar de zon toespringt. Hij zou hetzelfde kunnen zijn als Mictlantecuhtli, Tlaltecuhtli, Teoyaomicqui en Tezcatlipoca.